# Coron Williams
Coron Williams (Vicenza, 23 novembre 1989) è un ex cestista statunitense.